# Schwalbe-Arena
Die Schwalbe-Arena (Eigenschreibweise: SCHWALBE arena) ist eine Multifunktionshalle in der nordrhein-westfälischen Stadt Gummersbach. Seit der Handball-Bundesliga-Saison 2013/14 ist sie die neue Heimstätte des Bundesligisten VfL Gummersbach. Zuvor spielte der VfL in der veralteten Eugen-Haas-Halle mit nur 2100 Plätzen oder ab 2001 sporadisch in der Kölner Lanxess Arena, die aber wegen der Kosten und Größe unwirtschaftlich war. Zwei Jahre lang trug der Tischtennisbundesligist TTC Schwalbe Bergneustadt seine Heimspiele in der Schwalbe-Arena aus. Zu Handballspielen bietet die Arena den Besuchern maximal 4132 Plätze (3189 Sitz- und über 800 Stehplätzen sowie acht Logen).

## Geschichte
Der Neubau in der Innenstadt mit einer Brutto-Grundfläche von 10.500 m² wurde auf dem ehemaligen Firmengelände des Anlagenbauers L. & C. Steinmüller errichtet. Das neben der Schwalbe-Arena entstandene Veranstaltungszentrum Halle 32 ist baulich mit der Arena verbunden und bietet vor und nach Spielen sowie in den Pausen Platz als Business- und VIP-Bereich. Für den Umbau der alten Halle 32 waren gut fünf Millionen Euro veranschlagt. Des Weiteren baut die Stadt ein Einkaufszentrum mit 15.000 m² Verkaufsfläche für 80 Millionen Euro, dessen Parkplätze auch von den Besuchern der Schwalbe-Arena genutzt werden können. Das Richtfest wurde Mitte Oktober 2014 gefeiert. Die geplante Einweihung des Forums Gummersbach musste vom Frühjahr auf den Herbst 2015 verlegt werden. Der Innenraum der rechteckig angelegten Halle ist mit beweglichen Teleskop-Tribünen ausgerüstet. So können zu anderen Veranstaltungen die Ränge untereinandergeschoben und der gesamte Innenraum genutzt werden. Die Energieversorgung wird über ein von einer Hackschnitzelheizung versorgtes Nahwärmenetz gesichert. Zusätzlich ist eine Photovoltaikanlage auf dem Dach installiert.
Im Oktober 2011 konnte die letzte Finanzierungslücke für den Bau geschlossen werden. Die für die Kostendeckung ausstehenden 2,4 Millionen Euro wurden mit dem Bausteinkonzept durch Unternehmen und Privatpersonen abgedeckt. Insgesamt waren die Kosten auf 10,4 Millionen Euro veranschlagt. Das Land Nordrhein-Westfalen, die Stadt Gummersbach, der VfL Gummersbach und Unternehmen finanzierten gemeinsam die neue Halle. Den Baugrund im Wert von 290.000 Euro steuerte die Stadt bei. Nach einer europaweiten Ausschreibung erhielten die HBM Stadien- und Sportstättenbau GmbH und das Architektenbüro HPP (Hentrich-Petschnigg & Partner GmbH + Co. KG) von der im Juli 2010 gegründete Arena Gummersbach GmbH & Co. KG den Auftrag für den Entwurf und den Bau der Sport- und Veranstaltungshalle. Schon 2010 erwarb der Fahrradreifen-Hersteller Schwalbe, gleichzeitig Hauptsponsor des VfL, die Sponsorenrechte an der neuen Halle. Mitte Juni 2012 unterzeichneten die Arena Gummersbach GmbH und die HBM Stadien- und Sportstättenbau die Verträge zum Bau der neuen Halle.
Am 17. Oktober 2012 erfolgte vor 140 Anwesenden, darunter Heiner Brand und die aktuelle VfL-Mannschaft, der erste Spatenstich für die neue Heimat des VfL. Einen ersten Eindruck von der neuen Spielstätte des VfL konnten sich Anhänger und Interessierte am Tag der offenen Tür am 22. Mai 2013 verschaffen. Zu dieser Zeit erhielt die Arena ihren Hallenboden.
Zur Bundesliga-Premiere empfing der VfL Gummersbach am 24. August 2013 vor etwa 4000 Zuschauern die Mannschaft des TV Emsdetten. Nach einem Halbzeitrückstand von 10:13 gewann der VfL die Partie am Ende mit 27:23 Toren.

### Eröffnungsturnier der Arena
Zur Einweihung der Schwalbe-Arena wurde am 9. und 10. August 2013 ein Turnier mit dem Gastgeber VfL Gummersbach, TUSEM Essen, dem französischen Rekordmeister Montpellier AHB und Union JURI Leoben aus Österreich abgehalten. Bei dem Turnier fanden die Halbfinalspiele am 9. August in der Eugen-Haas-Halle statt. Am nächsten Tag folgte ein Umzug durch die Stadt von der alten zur neuen Halle. Nach der Einweihung des Heiner-Brand-Platzes vor der Arena wurde das Spiel um Platz 3 ausgetragen, bevor auf die offizielle Halleneröffnung das Finale folgte.
Den dritten Platz im Eröffnungs-Turnier konnte sich TUSEM Essen durch ein 37:31 gegen das Team aus Leoben erkämpfen. Die Hausherren sicherten sich den Turniersieg vor 2900 Zuschauern. Gegen die Südfranzosen aus Montpellier stand es nach Spielende 30:27.
Halbfinale
- 9. August 2013 18:00 –  Montpellier AHB –  Union JURI Leoben 37:22 (Eugen-Haas-Halle)
- 9. August 2013 20:00 –  VfL Gummersbach –  TUSEM Essen 29:27 (Eugen-Haas-Halle)

Spiel um Platz 3
- 10. August 2013 14:00 –  Union JURI Leoben –  TUSEM Essen 31:37 (Schwalbe-Arena)

Finale
- 10. August 2013 16:45 –  Montpellier AHB –  VfL Gummersbach 27:30 (Schwalbe-Arena)